# Chaos A.D.
Chaos A.D. è il quinto album in studio del gruppo musicale brasiliano Sepultura, pubblicato il 2 settembre 1993 dalla Roadrunner Records.

## Descrizione
Chaos A.D. fu il punto di rottura con lo stile dei primi dischi (più marcatamente thrash metal). In questo disco, infatti, vengono presentate parti più groove e forti influenze dal crossover e dall'hardcore punk. Figurano le collaborazioni con Jello Biafra (autore del testo di Biotech Is Godzilla) e con Evan Seinfeld dei Biohazard (autore del testo di Slave New World).
Nel giugno del 2017 la rivista Rolling Stone ha collocato l'album alla ventinovesima posizione dei 100 migliori album metal di tutti i tempi, e il disco è considerato una pietra miliare del genere groove metal.

## Tracce
Testi di Max Cavalera e musiche dei Sepultura, eccetto dove indicato.
1. Refuse/Resist – 3:19
2. Territory – 4:45 (testo: Andreas Kisser)
3. Slave New World – 2:54 (testo: Evan Seinfeld, Max Cavalera)
4. Amen – 4:24
5. Kaiowas – 3:32
6. Propaganda – 3:31
7. Biotech Is Godzilla – 1:52 (testo: Jello Biafra)
8. Nomad – 4:58 (testo: Andreas Kisser)
9. We Who Are Not as Others – 3:43
10. Manifest – 4:55
11. The Hunt – 3:58 (Justin Sullivan, Robert Heaton) – cover dei New Model Army
12. Clenched Fist – 4:57

Traccia bonus nell'edizione speciale (USA)
1. Polícia – 1:47 (Tony Bellotto) – cover dei Titãs

Tracce bonus nella riedizione del 1996 (USA)
1. Chaos B.C. – 5:12 (testo: Andreas Kisser, Igor Cavalera, Max Cavalera, Roy Mayorga)
2. Kaiowas (Tribal Jam) – 3:47
3. Territory (Live) – 4:48
4. Amen / Inner Self (Live) – 8:42 (testo: Andreas Kisser, Max Cavalera)

## Formazione
- Max Cavalera - voce, chitarra ritmica, chitarra classica
- Andreas Kisser - chitarra solista, chitarra folk, viola caipira
- Paulo Jr. - basso, tom-tom
- Igor Cavalera - batteria, percussioni

## Classifiche
| Classifica (1993) | Posizione massima |
| ----------------- | ----------------- |
| Australia         | 27                |
| Austria           | 19                |
| Germania          | 11                |
| Norvegia          | 16                |
| Nuova Zelanda     | 15                |
| Paesi Bassi       | 21                |
| Regno Unito       | 11                |
| Stati Uniti       | 32                |
| Svezia            | 11                |
| Svizzera          | 15                |